# Die Chemie des Todes
Die Chemie des Todes (im englischen Original: The Chemistry of Death) ist ein Thriller des britischen Schriftstellers Simon Beckett. Die Originalausgabe erschien im Februar 2006 bei Bantam in London. Ehe das Manuskript bei Bantam angenommen wurde, erhielt Beckett etliche Standardabsagen von mehreren Verlagen.
Das Taschenbuch stand im September 2007 drei Wochen lang auf Platz 1 der Spiegel-Bestenliste. Es wurde in mehr als 20 Sprachen übersetzt und weltweit mehr als eine Million Mal verkauft. Der Thriller stand auf den Nominierungslisten für den CWA Duncan Lawrie Dagger Award 2006 und den Theakstons Old Peculier Crime Novel of the Year Award 2008.

## Handlung
David Hunter ist forensischer Anthropologe, vor dem tragischen Unfalltod seiner Frau Kara und seiner Tochter Alice galt er als der Beste seines Berufs in ganz England. Traumatisiert von diesem Schicksalsschlag zieht er aus London in das kleine Dorf Manham und wird Assistent des dortigen Landarztes Henry Maitland. Dieser, ebenfalls Witwer, hat seine Frau, ebenso wie David, bei einem Autounfall verloren und ist seit dem Unfall auf einen Rollstuhl angewiesen. Nach und nach vertritt Hunter den gelähmten Landarzt die meiste Zeit in der Praxis, erzählt aber niemandem von seiner früheren Arbeit.
Eines Tages wird die Leiche einer Dorfbewohnerin am Rand des Sumpfes, der am Dorfrand liegt, gefunden. Die Leiche ist bereits zu stark verwest, um festzustellen, wer die Tote ist. Dorfpolizist Mackenzie erfährt von Hunters früherem Beruf und bittet ihn, die Leiche zu untersuchen. Nach erster Ablehnung stimmt Hunter zu und identifiziert die Leiche als die der Dorfbewohnerin Sally Palmer, die den Verwesungsmerkmalen nach zu urteilen seit etwa zehn Tagen tot sein musste. Außerdem hatte ihr der Mörder Schwanenflügel in den Rücken gesteckt. Später stellt sich heraus, dass die aus London stammende Autorin erst kürzlich ein Interview veröffentlicht hatte, in dem sie von Manham schwärmte: Sie könne in dem beschaulichen Ort besser schreiben als in der Großstadt, da sie sich dort frei fühlte, fast so, als besäße sie Flügel. Bei der Durchsuchung ihres Hauses wird ihr toter Hund entdeckt und ein totes Wiesel, das ihr offensichtlich jemand vor die Haustür gelegt hatte.
Einige Tage später wird Lyn Metcalf, eine weitere Dorfbewohnerin, entführt. Bei der Suche nach ihr beteiligt sich das gesamte Dorf, allerdings werden immer wieder Helfer durch mutwillig aufgestellte Fallen verletzt und bald wird klar, dass der Mörder für die teilweise lebensgefährlichen Konstruktionen verantwortlich sein muss. Ein paar Tage später wird Metcalfs Leiche gefunden. Erneut untersucht David die Leiche und stellt fest, dass sie vermutlich vom selben Täter getötet worden war wie Sally Palmer. Nach vielen gescheiterten Versuchen
vermutete Lyn Metcalf erstmals, schwanger zu sein. Der Mörder hatte ihren Bauch daraufhin mit toten Kaninchen gefüllt und ihr Mann erzählt der Polizei, dass seine Frau vor ein paar Tagen beim Laufen im Wald einen toten Hasen gefunden und eine an eine Steinsäule gebundene, sterbende Ente gesehen hatte. Der Mörder „markiert“ seine Opfer mit Tierkadavern, bevor er sie entführt und „schmückt“ die Leichen dann mit Tierkörperteilen, die er mit dem Opfer in Verbindung bringt.
Währenddessen lernt David Hunter die ortsansässige Schullehrerin und Diabetikerin Jenny Hammond kennen, die ebenfalls nicht aus dem Dorf stammt, sondern zugezogen ist, nachdem sie in London nur knapp einer Vergewaltigung durch einen Taxifahrer entgangen war. Hunter und Hammond werden ein Paar. Doch eines Tages liegt ein toter Fuchs im Garten der Frau. Ihre Mitbewohnerin entsorgt den Tierkadaver, ohne seine Bedeutung zu kennen, da die Polizei keine Informationen über das Handeln des Täters preisgegeben hat. Einige Tage später wird Jenny entführt.
Die Polizei nimmt erst Davids engsten Freund Ben Anders fest, lässt ihn aber kurz darauf wieder frei. Später gerät Carl Brenner in Verdacht, der als mitleidloser Wilderer und Fallensteller bekannt ist. Als die Polizei Brenners Versteck stürmt, findet sie jedoch nur seltene Tiere, die für den Schwarzmarkt gefangen wurden. Da Hunter bei den Ermittlungen nicht weiterhelfen kann, lenkt er sich mit Hausbesuchen ab. Im Haus des Kirch- und Friedhofgärtners Tom Mason entdeckt er die Leiche von dessen Großvater George, der offenbar bereits vor einiger Zeit gestorben ist, ohne dass Tom Mason sich darum gekümmert hätte. Auf dem Grundstück entdeckt Hunter durch Zufall einen versteckten Luftschutzbunker und schöpft Verdacht. Er verschafft sich Zugang und überrascht Tom Mason, der Jenny Hammond im Bunker gefangen hielt und folterte. Es kommt zum Kampf zwischen Mason und Hunter im Kellergeschoss, was Hammond ausnutzen kann, um Mason zu überwältigen. Hunter flieht mit ihr, die durch ihr Martyrium und den Insulinmangel bald bewusstlos wird, zu Maitland und bittet ihn um Hilfe. Doch der betäubt David mit Diamorphin und nachdem dieser wieder aufgewacht ist, erfährt er den Hintergrund: Maitland hatte Tom Mason schon als kleinen Jungen behandelt, dessen Hang zur Tierquälerei er erfolgreich durch Medikamente eindämmte, doch insgeheim hatte ihn die psychische Störung des Jungen fasziniert.
Als Mason Maitland aufsuchte und ihm erzählte, dass er gerade Sally Palmer entführt hatte, wurde der Arzt aus Faszination zum Komplizen. Er ließ die Gefangene von Mason foltern, um seinen Aggressionen gegenüber seiner verstorbenen Frau Luft zu verschaffen, deretwegen Maitland nur Hausarzt in einem abgelegenen Dorf und kein gefeierter Psychologe wurde. Da sie seine Karriere zerstört und ihn außerdem mehrfach betrogen hatte, entwickelte er einen tiefen Hass gegen sie und das Dorf, das ihm als Gefängnis erschien. Zu seiner Befriedigung ließ er Mason die Opfer anweisen, im Hochzeitskleid seiner Frau zur Musik ihrer Spieluhr zur tanzen, und ihn dazu masturbieren zu lassen.
Da Henri durch beharrliches Training inzwischen unter Anstrengungen ein wenig gehen kann, hievt er das bewusstlose Paar in Davids Auto. Dann lässt er scheinbar die giftigen Abgase des Autos mittels eines Schlauchs ins Auto strömen, um einen Selbstmord vorzutäuschen und so den Verdacht auf Hunter zu lenken. Halb betäubt bringt Hunter den Wagen in Gang, der Maitland überrollt. Hunter schleppt sich in den Hausflur der Praxis und alarmiert den Rettungsdienst. Hammond und Hunter überleben, während Maitland stirbt.
Das Paar zieht nach den Erlebnissen gemeinsam nach London, wo Hunter wieder als forensischer Anthropologe arbeitet und darüber sinniert, ob Maitland ihn wirklich hatte töten wollen, da sich herausstellte, dass der Schlauch nicht am Auspuff angeschlossen war und warum er dem Wagen nicht ausgewichen war. Er interpretiert das als Folge des Schuldbewusstseins, die den Wunsch nach einer Strafe nach sich zog.

## Personen
David Hunter: kommt ursprünglich aus London, wo er mit seiner Frau und Tochter lebte. Er praktizierte in der Vergangenheit im Anthropologischen Forschungszentrum University Tennessee als Pathologe. Nachdem Hunter seine Frau und seine Tochter bei einem tragischen Unfall verloren hatte, zog er in ein kleines englisches Dörfchen, wo er ab sofort als Landarzt arbeitet. Die Praxis führt er mit seinem Partner Dr. Henri Maitland, den er anfangs nur vertreten hat.
Hunter versucht immer wieder, seine Vergangenheit zu verdrängen. Deshalb zögert er auch, als DCI Mackenzie ihn in die Ermittlungen mit einbeziehen möchte. Er hat großes Bedenken, wieder in seinen alten Job zurückzukehren. Letzten Endes bietet er der Polizei dennoch seine Hilfe an und unterstützt diese bei den Ermittlungen. Hunter hat immer wieder regelmäßige Flashbacks von dem Unfall seiner Familie, welche unterschiedlich stark sind, meistens ist er jedoch währenddessen abwesend. Als Neuankömmling im Dorf ist sein Verhalten in allen Handlungen eher zurückhaltend. Hunter zeigt nach und nach ein größeres Interesse an Jenny Hammond.
Ben Anders:
Ben Anders ist ein guter Freund von Hunter. Er ist Jäger und hat viel Vorwissen, was den Themenbereich angeht. Sein Verhalten ist oft sehr aufbrausend, weshalb er auch schon anfangs schnell in eine kleine Schlägerei geriet. Er verstand sich mit Sally Palmer sehr gut, jedoch gibt er nicht preis, ob er mit ihr eine Affäre hat. Trotz seines komplizierten Verhältnisses mit ein paar Dorfbewohnern half er bei der Suche nach den ersten Opfern.
DCI Mackenzie:
DCI Mackenzie ist anfangs der Serie sehr skeptisch gegenüber Hunter. Jedoch merkt er schon nach kurzer Zeit, dass er sehr hilfreich bei den Ermittlungen sein kann. Anfangs bittet er Hunter nur, eine kurze Einschätzung zu den Opfern zu geben, jedoch bezieht er ihn nach und nach immer mehr in die Ermittlungen mit ein. Mackenzie ist als DCI immer sehr leger mit Anzug und Krawatte gekleidet. Über seinen Familienstand ist jedoch nichts bekannt.
Dr. Henri Maitland:
Dr. Henri Maitland ist ein leicht kräftiger, dunkelhäutiger Mann mittleren Alters. Er ist seit unbekannt langer Zeit als Landarzt in dem Dörfchen tätig und der Partner von David Hunter, mit dem er zusammen in der Dorfpraxis arbeitet. Maitland sitzt aufgrund eines schweren Unfalls seit unbekannter Zeit im Rollstuhl. Bei diesem Unfall hatte er seine damalige Frau verloren.
Jenny Hammond:
Hammond wohnt seit ungefähr einem Jahr in dem britischen Dörfchen. Seitdem ist sie als Lehrerin in der Mittelschule des Dorfs tätig, was sie auch gerne praktiziert. Hammond segelt leidenschaftlich gerne, was sie ihrem Vater zu danken hat, da sie es von ihm schon als Kind gelernt hat. Sie hat seit unbekannter Zeit Diabetes Typ 1, was sie Hunter erzählt. Hammond ist gegenüber allen Dorfbewohnern sehr hilfsbereit. Sie hilft auch freiwillig bei der Suche des ersten Opfers, so wie es die meisten Dorfbewohner tun. Hammond zeigt starkes Interesse an Hunter, was im Laufe des Buches auf Gegenseitigkeit beruht.

## Sprachstil
„Ein menschlicher Körper beginnt fünf Minuten nach dem Tod zu verwesen. Der Körper, einst die Hülle des Lebens, macht nun die letzte Metamorphose durch. Er beginnt sich selbst zu verdauen. Die Zellen lösen sich von innen nach außen auf. Das Gewebe wird erst flüssig, dann gasförmig. Kaum ist das Leben aus dem Körper gewichen, wird er zu einem gigantischen Festschmaus für andere Organismen. Zuerst für Bakterien, dann für Insekten. Fliegen. Aus den gelegten Eiern schlüpfen Larven, die sich an der nahrreichen Substanz laben und dann abwandern. Sie verlassen die Leiche in Reih und Glied und folgen einander in einer ordentlichen Linie, die sich immer nach Süden bewegt. Manchmal nach Südosten oder Südwesten, aber niemals nach Norden. Niemand weiß, warum.“

## Ausgaben
- Originalausgabe: The Chemistry of Death. Bantam, London 2006
- Deutsche Ausgabe: Die Chemie des Todes, deutsch von Andree Hesse, Rowohlt Taschenbuchverlag 2007. ISBN 978-3-499-24197-0
- Hörbuch: Die Chemie des Todes. AUDIOBUCH 2006; Gekürzte Lesung auf sechs CDs. Gelesen von Johannes Steck. ISBN 978-3-89964-196-7

## Fortsetzungen
- Written in Bone, 2007 (dt. Kalte Asche, 2007)
- Whispers of the Dead, 2009 (dt. Leichenblässe, 2009)
- The Calling of the Grave, 2010 (dt. Verwesung, 2011)
- Cat and Mouse, 2013 (dt. Katz und Maus, 2013)
- The Restless Dead, 2016 (dt. Totenfang, 2016)
- The Scent of Death (dt. Die ewigen Toten, 2019)